# Tozinameran
Tozinameran ist der internationale Freiname (INN) für eine Nukleosid-modifizierte mRNA (modRNA), die als Wirkstoff im COVID-19-Impfstoff Comirnaty (Handelsname, in den USA auch bekannt als Pfizer-BioNTech COVID-19 Vaccine) eingesetzt wird. Die mRNA enthält den genetischen Code für ein modifiziertes Spike(S)-Protein von SARS-CoV-2. Der Impfstoff wurde im Jahr 2020 vom deutschen Biotechnologie-Unternehmen BioNTech, basierend auf deren Vorentwicklungen aus der Krebsforschung, in Kooperation mit dem US-amerikanischen Pharmaunternehmen Pfizer und dem chinesischen Pharmakonzern Fosun entwickelt.
Der Impfstoff gehört zu den RNA-Impfstoffen und wird pharmazeutisch in Form von Lipid-Nanopartikeln formuliert.
Comirnaty ist sowohl der erste von einer stringenten Regulierungsbehörde im Sinne der Weltgesundheitsorganisation (WHO) für den Notfalleinsatz freigegebene COVID-19-Impfstoff als auch der erste für die Vermarktung zugelassene.
Er ist in zahlreichen Ländern zugelassen. In der EU gilt die Zulassung für Personen ab einem Alter von 6 Monaten. Es sind verschiedene Dosisstärken für die unterschiedlichen Altersgruppen verfügbar.
Seit 31. Dezember 2020 ist er der erste von der WHO gelistete COVID-19-Impfstoff. Darüber hinaus ist Tozinameran der weltweit erste RNA-Impfstoff, der für Menschen zugelassen wurde. Comirnaty wurde im Oktober 2021 mit dem Galenus-von-Pergamon-Preis in der Kategorie „Primary Care“ ausgezeichnet.
Ab September 2022 wurden von der Europäischen Kommission an SARS-CoV-2-Omikron-Mutationen angepasste Impfstoffvarianten zugelassen. Für die Wintersaison 2022/2023 waren dies die zwei bivalenten Vakzine Comirnaty Original/Omicron BA.1 und Comirnaty Original/Omicron BA.4-5, für die Saison 2023/2024 das monovalente Comirnaty Omicron XBB.1.5 und für die Saison 2024/2025 Comirnaty JN.1 und Comirnaty KP.2. Mit ihnen ist sowohl eine Grundimmunisierung als auch die Auffrischung des Impfschutzes möglich.

## Handelsname
Der Handelsname Comirnaty – laut Biontech eine Kombination aus den Begriffen „COVID-19“, „mRNA“, „Community“ und „Immunity“ – wurde anlässlich der erstmaligen Zulassung eines mRNA-Impfstoffes gewählt.

## Eigenschaften
Der Wirkstoff ist eine Messenger-RNA (mRNA, Boten-RNA) und codiert für eine codonoptimierte, stabilisierte Prä-Fusion-Konformationsvariante des Spike-Glykoproteins auf der Oberfläche des neuartigen Coronavirus SARS-CoV-2. Als Referenz-Genom wurde dazu wie bei mRNA-1273 das Isolat Wuhan-Hu-1 (Pango-Entwicklungslinie B) von SARS-CoV-2 verwendet. Durch den Austausch der Codons zweier Aminosäuren im Vergleich zu dem im Virus selbst vorkommenden Protein (K986P, V987P) wird BNT162b2 in der Konformation stabilisiert, die es vor der Fusion mit der Zellmembran hat. Dies soll die Immunogenität der Impfstoffe verbessern. Flankiert wird die codierende Sequenz von 5′- und 3′-UTR-untranslatierten Regionen. Am 5′-Ende trägt die mRNA eine Kappe, am 3′-Ende einen Poly(A)-Schwanz. Die 5’-UTR stammt vom α-Globin-Gen, die 3’UTR vom Amino-Terminal-Enhancer-of-Split-Gen (AES) und von der mitochondrial kodierten 12S-Ribosomen-RNA.
Durch die Inkorporation von N1-Methylpseudouridin anstelle des natürlicherweise enthaltenen Nukleosids Uridin werden die Erkennung des Moleküls durch Toll-Like-Rezeptoren (TLRs) und ein Immunangriff unterdrückt. Ferner soll sie zur Stabilität des Moleküls beitragen. Solche modifizierte mRNA wird als „modRNA“ bezeichnet. Tozinameran hat eine molare Masse von etwa 1388 kDa.
Ausgehend vom mRNA-Molekül Tozinameran wurden Varianten entwickelt, die für Spike(S)-Proteine von Varianten des Sars-CoV-2 kodieren und sich entsprechend in den Nukleotid-Sequenzen unterscheiden. Auch bei ihnen sind zwei Codons mutiert, so dass im Spike(S)-Protein Aminosäurenfolgen entstehen, die dessen optimale Präfusions-Konformation stabil machen.
| Name           | Target                                                                              | Gesamtlänge (Zahl der Nukleotide) | Positionen mutierter Nukleotide in der Sequenz | Positionen der Stop-Codons |
| -------------- | ----------------------------------------------------------------------------------- | --------------------------------- | ---------------------------------------------- | -------------------------- |
| Tozinameran    | Sars-CoV-2-Wildttyp                                                                 | 4284                              | 3010-3015 (kodiert K986P und V987P)            | 3874-3879                  |
| Riltozinameran | Omikron-Variante BA.1 (B.1.1.529, GISAID: EPI_ISL_6752026)                          | 4275                              | 3001-3006 (kodiert K983P und V984P)            | 3865-3870                  |
| Famtozinameran | Omikron-Varianten BA.4/BA.5 (B.1.1.529.4 und B.1.1.529.5, GISAID: EPI_ISL_13017830) | 4269                              | 2995-3000 (kodiert K981P und V982P)            | 3859-3864                  |
| Raxtozinameran | Omikron-Variante XBB.1.5 (GISAID: EPI_ISL_17157779)                                 | 4272                              | 2998-3003 (kodiert K982P und V983P)            | 3862-3867                  |
| Bretovameran   | Omikron-Variante JN.1 (GISAID: EPI_ISL_18701853)                                    | 4272                              | 2998-3003 (kodiert K982P and V983P)            | 3862-3867                  |
| Cemivameran    | Omikron-Variante KP.2 (GISAID: EPI_ISL_18912216)                                    | 4271                              | 2998-3003 (kodiert K982P and V983P)            | 3862-3867                  |

## Pharmazeutische Formulierungen, Dosisstärken und Hilfsstoffe
Die Impfstoffzubereitung ist eine wässrige kolloidale Injektionsdispersion und enthält neben dem Wirkstoff, also der mRNA, mehrere Hilfsstoffe.
Verschiedene Lipide bilden eine Hülle um die mRNA. Sie schützen sie zum einen vor dem Abbau durch zelleigene RNA-abbauender Enzyme (RNasen) und ermöglichen zum anderen das Einbringen der mRNA in die Wirtszellen (Transfektion). Der Hauptbestandteil der enthaltenen Lipide ist das ionische Lipid ALC-0315 (430 µg pro 30-µg-Erwachsenendosis), das die mRNA so umhüllt, dass sich Teilchen mit einem Durchmesser von etwa 100 nm bilden (Lipid-Nanopartikel, „Lipidkügelchen“). Dies wird dadurch bewirkt, dass unter physiologischen Bedingungen die mRNA eine negative elektrische Ladung aufweist, während ALC-0315 positiv geladen ist. Die übrigen Lipide, insbesondere das nicht-ionische Lipid ALC-0159 (50 µg pro 30-µg-Erwachsenendosis), dienen zu Stabilisierung dieser Nanoteilchen und wirken gegen deren Verklumpung. Die weiteren lipophilen Bestandteile der Lipid-Nanopartikel sind Colfoscerilstearat (2-Distearoyl-sn-glycero-3-phosphocholint, DSPC) und Cholesterol.
Zur reizarmen Verträglichkeit und Stabilisierung der Zubereitung dienen Puffersubstanzen. Die originale Zubereitung enthielt einen Phosphatpuffer (Kaliumdihydrogenphosphat/Dinatriumhydrogenphosphat-Dihydrat) und physiologische Salze wie Kaliumchlorid und Natriumchlorid. Nachfolgende Entwicklungen enthalten einen Trometamolpuffer (Trometamol/Trometamolhydrochlorid). Ferner enthalten die Präparate Saccharose und Wasser. Die Saccharose dient zum Schutz der Partikel beim Gefrierprozess.
Ein klassisches Adjuvans ist im Impfstoff nicht enthalten. Die Lösung enthält keine Konservierungsstoffe. Es gibt verschiedene Dosisstärken und Formulierungen.
| Freiname(n) der mRNA | Virus-Target              | 30 µg (monovalent) bzw. 15/15 µg (bivalent) ab 12 Jahre | 10 µg (monovalent) bzw. 5/5 µg (bivalent) 5 bis 11 Jahre | 3 µg (monovalent) bzw. 1,5/1,5 µg (bivalent) 6 Monate bis 4 Jahre | EU-Zulassung      |
| Tozinameran | Original                  | K / G                                                   | K                                                        | K                                                                 | ab Dezember 2020  |
| Tozinameran + Riltozinameran | Original / Omicron BA.1   | G                                                       | -                                                        | -                                                                 | September 2022    |
| Tozinameran + Famtozinameran | Original / Omicron BA.4-5 | G                                                       | K / G                                                    | K                                                                 | ab September 2022 |
| Raxtozinameran | Omicron XBB.1.5           | G (DF/FS)                                               | K / G                                                    | K                                                                 | August 2023       |
| Bretovameran | Omicron JN.1              | G (DF/FS)                                               | K / G                                                    | K                                                                 | Juli 2024         |
| Cemivameran | Omicron KP.2              | G (DF/FS)                                               | G                                                        | K                                                                 | September 2024    |
| K = Konzentrat (vor Verabreichung zu verdünnen), G = gebrauchsfertige Injektionsdispersion, DF=Durchstechflasche, FS=Fertigspritze |                           |                                                         |                                                          |                                                                   |                   |

Der Impfstoff wurde zunächst in Durchstechsfläschchen als tiefgekühltes Konzentrat ausgeliefert, das vor der Anwendung aufgetaut und vor Ort mit physiologischer Kochsalzlösung verdünnt wird (Rekonstitution). Im November 2021 erteilte die EU-Kommission die Zulassung für eine gebrauchsfertige Präsentation des Impfstoffs, der vor der Verwendung nicht mehr verdünnt werden muss.

## Wirkung
Der Verabreichung des Impfstoffs löst im Impfling sowohl die Bildung neutralisierender Antikörper als auch den Aufbau zellulärer Immunantworten gegen das Spike-Antigen (S-Protein) aus, was beides zum Schutz gegen COVID-19 beiträgt.
In einer nicht randomisierten offenen Phase-1/2-Studie wurden Antikörper- und T-Zell-Antworten bei gesunden Erwachsenen im Alter zwischen 19 und 55 Jahren nach einer BNT162b2-Prime/Boost-Impfung mit einer Dosis von 1 bis 30 µg festgestellt. BNT162b2 löste starke Antikörperreaktionen aus, wobei die S-bindenden IgG-Konzentrationen über denen in einem COVID-19-Panel für humane Rekonvaleszenzproben (englisch human convalescent sample, HCS) lagen.
Sieben Tage nach dem Boost entsprachen im SARS-CoV-2-Serum 50 % neutralisierende mittlere Titer 0,3-fach (1 µg) bis 3,3-fach (30 µg) derjenigen des HCS-Panels. Die durch BNT162b2 ausgelösten Seren neutralisierten Pseudoviren mit verschiedenen SARS-CoV-2-S-Varianten. Gleichzeitig hatten sich bei den meisten Teilnehmern S-spezifische CD8-positive- und T-Helfer-Typ-1 (TH1-Lymphozyten) CD4-positive T-Zellen vermehrt, wobei eine hohe Fraktion Interferon-γ (IFNγ) produzierte. Unter Verwendung von Peptid-MHC-Multimeren (englisch major histocompatibility complex) wurden die Epitope identifiziert, die von mehreren BNT162b2-induzierten CD8-positiven T-Zellen erkannt wurden, wenn sie auf häufigen MHC-Allelen präsentiert wurden.
Es wurde gezeigt, dass CD8-positive T-Zellen vom früh differenzierten Effektor-Memory-Phänotyp sind, wobei einzelne Spezifitäten 0,01 % bis 3 % der zirkulierenden CD8-positiven T-Zellen erreichen. Demnach ruft eine Impfung mit BNT162b2 in gut verträglichen Dosen eine kombinierte adaptive humorale und zelluläre Immunantwort hervor.

## Haltbarkeit des Impfstoffs

### Haltbarkeit des Konzentrats

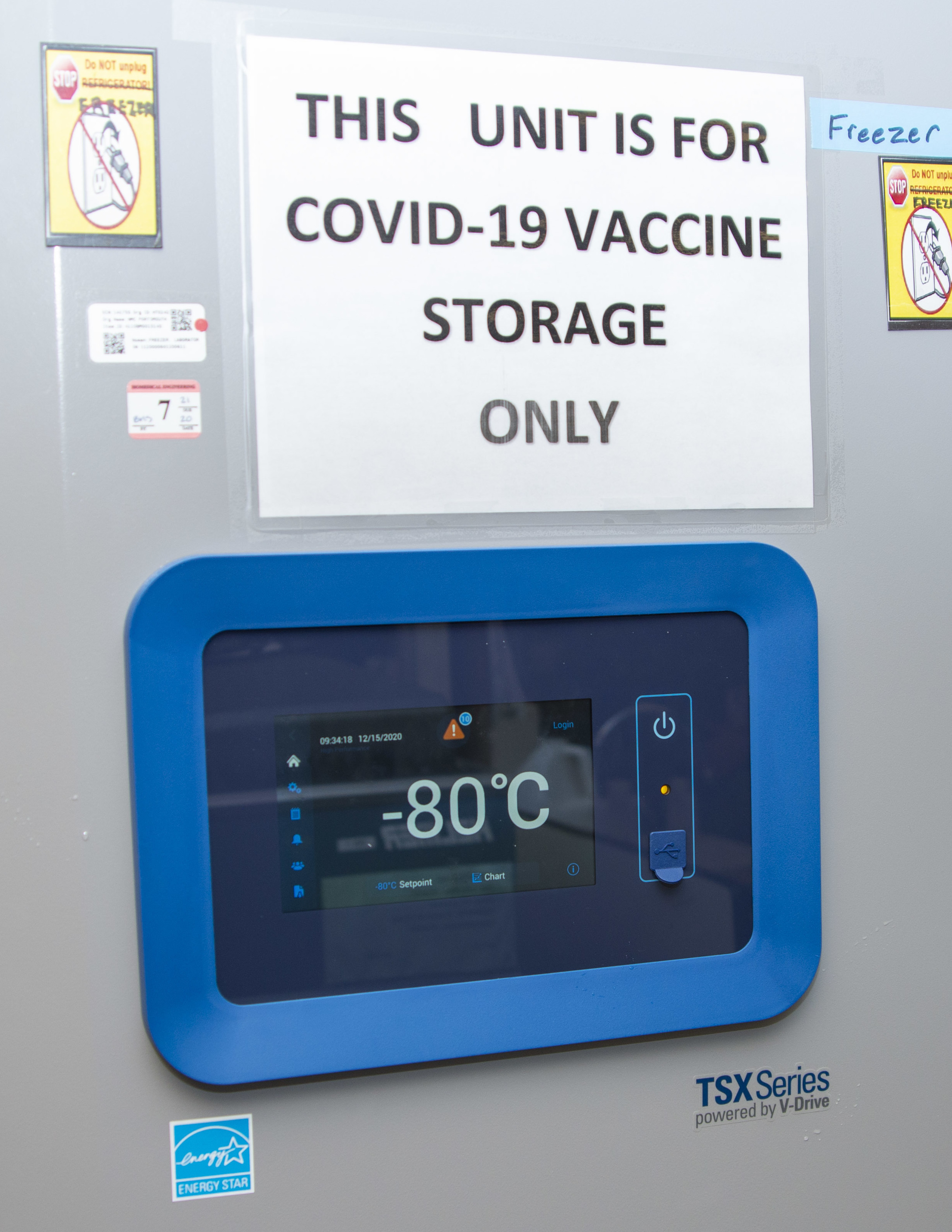
Lagerung des Impfstoffs in einem Ultratiefkühlschrank bei −80 °C im Dezember 2020

Das Impfstoffkonzentrat ist physikalisch und thermisch labil. Bei Lagerung in Ultratiefkühlschränken bei einer Temperatur von −80 °C bis −60 °C besteht eine Stabilität von bis zu neun Monaten.
Der Hersteller gab Mitte Februar 2021 bekannt, dass die Stabilität des Impfstoffs auch bei Temperaturen zwischen −25 °C und −15 °C über zwei Wochen erhalten bleibt. Die höheren Temperaturen werden von gängigen pharmazeutischen Gefrier- und Kühlschränken aufrechterhalten und bieten somit mehr Flexibilität bei der Verteilung. Am 25. Februar 2021 änderte die FDA ihre diesbezüglichen Vorschriften für die Lagerung und den Transport des gefrorenen Impfstoffpräparats. Die EMA folgte am 26. März und die Swissmedic für die Schweiz am 30. März 2021. Laut Angaben von Biontech laufen weitere Maßnahmen zur Optimierung der Impfstoffformulierung.
Nach dem Auftauen kann das unverdünnte Konzentrat im Kühlschrank bis zu einem Monat bei 2 bis 8 °C aufbewahrt werden sowie bis zu zwei Stunden bis 30 °C. Sowohl das unverdünnte Konzentrat als auch die verdünnte gebrauchsfertige Injektionslösung sollen nicht geschüttelt werden. Bis Mitte Mai 2021 wurde die Haltbarkeitsdauer ungeöffneter Durchstechflaschen im Kühlschrank noch mit fünf Tagen angegeben.

### Haltbarkeit nach Verdünnung
Die Stabilität des Impfstoffs nach der Verdünnung ist bei 2 bis 30 °C für sechs Stunden gewährleistet. In dieser Zeit ist der Impfstoff zu verimpfen, danach sind Reste unbrauchbar. Aufgrund neuer, Mitte Januar 2021 bekannt gewordener Stabilitätsdaten sei nunmehr auch ein vorsichtiger Transport bei 2 bis 30 °C möglich. Dafür sollten spezielle Kühlboxen verwendet werden, in denen Spritzen bzw. Fläschchen aufrecht stehen können.

### Haltbarkeit der gebrauchsfertigen Lösung
Für die gebrauchsfertige Lösung, die ab Anfang 2022 auf den Markt kommen soll, wurde eine Verwendbarkeit von bis zu 10 Wochen bei 2 bis 8 °C zugelassen.

## Aufbereitung vor Verimpfung

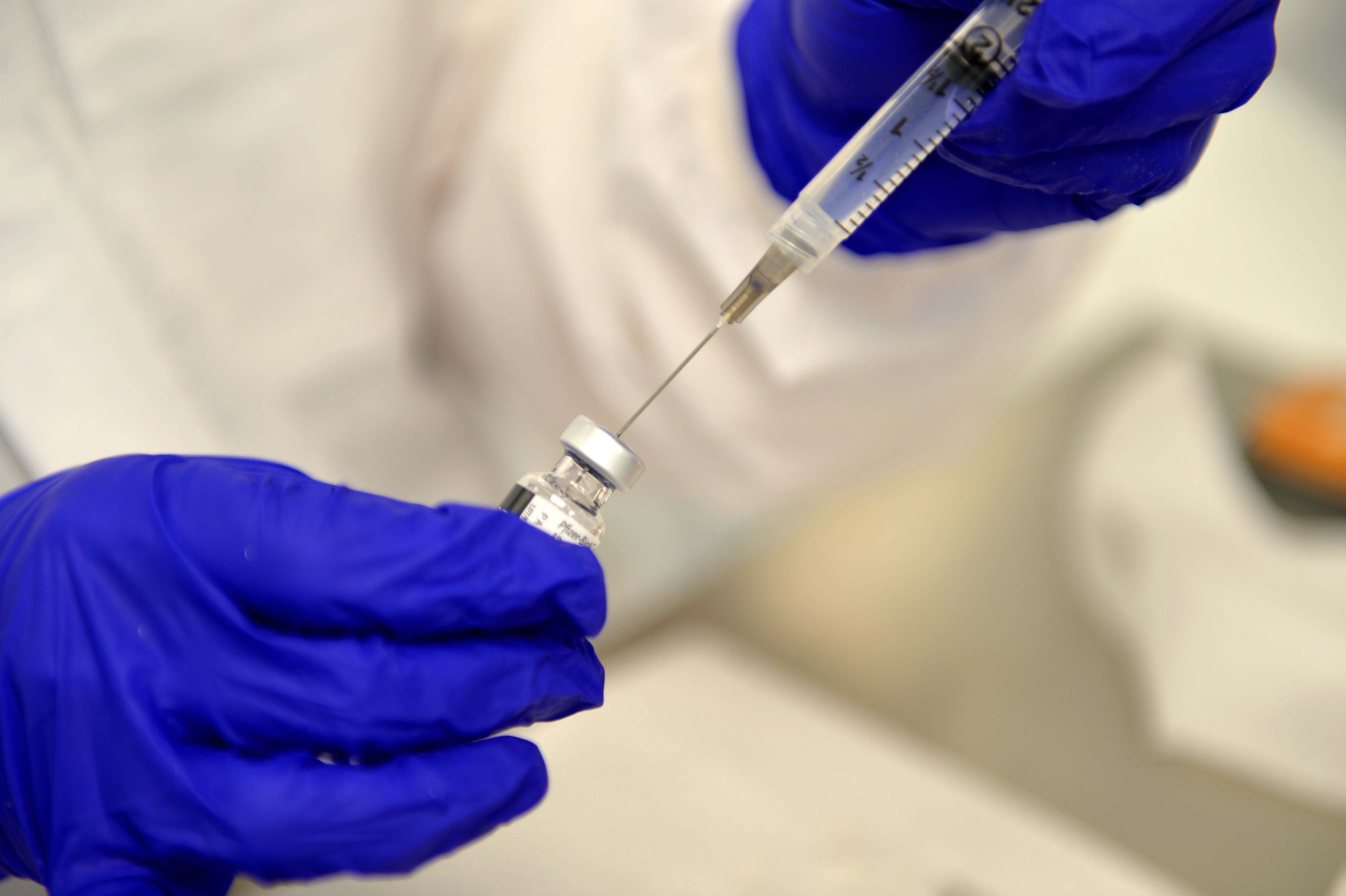
Verdünnung des Impfstoffkonzentrats vor der Verimpfung

Es existieren portionierte Fertiginjektionen mit geringerer Dosierung (für junge Kinder) und anzumischende Flaschen mit mehreren Dosen für Erwachsene. Laut Produktinformation enthält ein solches Injektionsfläschchen für Erwachsene sechs Dosen des Impfstoffes mit jeweils 30 µg Tozinameran; die Zubereitung ist frei von Adjuvantien oder Konservierungsstoffen. Der Fläschcheninhalt von 0,45 ml Impfstoffkonzentrat muss nach dem Auftauen durch Verdünnung mit 1,8 ml Kochsalzlösung in die gebrauchsfertige Konzentration überführt werden. Aus den sich daraus ergebenden 2,25 ml Flüssigkeit werden Dosen von 0,3 ml gebildet, so dass mit Spritzen und Nadeln mit geringem Totvolumen sechs oder sogar sieben Dosen entnommen werden können. Ende Dezember 2020 war noch von fünf Dosen je Injektionsfläschchen ausgegangen worden. Die Injektionsfläschchen seien laut damaligen Herstellerangaben „so befüllt, dass medizinisches Personal garantiert fünf Dosen entnehmen kann, unabhängig von den verwendeten Nadeln“.
Pharmazeuten weisen auf die Wichtigkeit der richtigen Aufbereitung des Impfstoffs hin, da mRNA-Impfstoffe sehr empfindlich seien. Mögliche Fehlerquellen, die zu einer abgeschwächten Wirkung bis hin zur Wirkungslosigkeit des Impfstoffs führen können, sind dabei: die Nichteinhaltung der Kühlkette (Schädigung der mRNA), unsachgemäßer Transport der Impfdosen nach dem Verdünnen (z. B. auf einem Rollwagen), zu starkes Schütteln der Impfdosen bei der Zubereitung, Verwendung von zu kleinen Kanülen, zu schnelle Injektion (Scherkräfte/Druck schädigen die mRNA), die Verwendung von zu großen Spritzen (Dosierungsprobleme) sowie größere Luftansammlung in der Spritze (mehrmaliges Aufziehen/Austreiben schädigt mRNA).

## Studien
Biontech testete nach eigenen Angaben zunächst 20 Impfstoffkandidaten und wählte darunter den vielversprechendsten aus.

### Zulassungsstudien
Im April 2020 erhielt der Impfstoff die benötigten Genehmigungen des Paul-Ehrlich-Instituts sowie der Ethik-Kommission der Landesärztekammer Baden-Württemberg für die klinische Prüfung bzw. die First-in-human-Studie in Deutschland. Das Dossier für die klinische Studie wurde in Deutschland binnen drei Tagen, statt sonst üblicher drei Monate, bearbeitet.

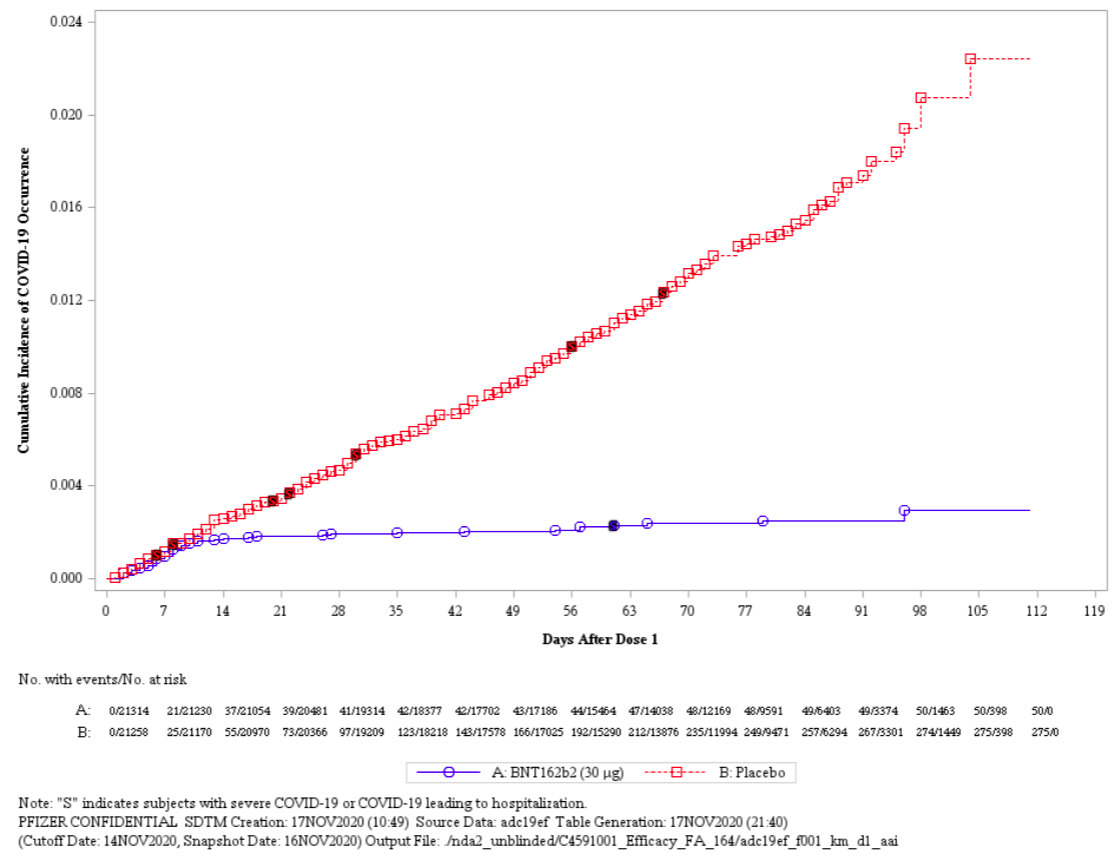
Anteil der Teilnehmer mit symptomatischem Covid-19 über die Zeit ab der 1. Injektion. Die Kontrollgruppe ist in rot dargestellt, die geimpfte Gruppe in blau. Mit einer Ausnahme traten alle schweren, zu einer Hospitalisierung führenden Fälle (dunkle, mit S gekennzeichnete Tage) in der Kontrollgruppe auf.

Von April bis November 2020 wurden weltweit insgesamt knapp 43.500 Probanden im Alter ab 16 Jahre im Abstand von 21 Tagen zweimal mit 30 µg BNT162b2 oder Placebo geimpft. Auch Patienten mit Adipositas oder anderen Grunderkrankungen wurden abgedeckt, 40 % der Probanden waren über 55 Jahre alt.
Die Studie wird als „oberserver-blinded“ beschrieben: Allerdings waren die Teilnehmenden ebenfalls verblindet, die medizinisch Mitarbeitenden waren nicht verblindet. Die unverblindet medizinisch Mitarbeitenden hatten die Aufgabe, im Falle einer Infektion PCR-Tests anzuordnen, da nicht systematisch alle mit Atemwegsinfektionen getestet wurden: Ein Verzerr-Risiko. Die Observer-Entblindung wurde zum ersten Mal am 8. November 2020 nach 94 symptomatischen Fällen aufgehoben, also lange vor Studienende.
Die Abschlussanalyse wurde nach 170 bestätigten Covid-19-Fällen durchgeführt. Demnach traten ab dem 7. Tag nach der zweiten Injektion in der Impfstoffgruppe 8 Fälle von symptomatischem Covid-19 sowie 162 in der Placebogruppe auf. Das entspricht einer Wirksamkeit (relative Risikoreduktion) von insgesamt 95 % (Konfidenzintervall: 90,3 bis 97,6 %). Auch für Personen über 65 Jahre liege die Wirksamkeit bei über 94 %. Von insgesamt 10 schweren COVID-19-Verläufen nach der ersten Dosis entfielen 9 auf die Placebogruppe. Die Wirksamkeit nach Gabe der ersten Dosis und vor Gabe der zweiten Dosis lag bei 52 %, in der ersten Woche nach Gabe der 2. Dosis bei 90 %. Die beobachtete Häufigkeit von symptomatischem COVID-19 lag in der mit BNT162b2 geimpften Gruppe ab dem zwölften Tag nach der ersten Impfung unterhalb der Häufigkeit in der Placebogruppe.
| Zeitlicher Bezug                             | Wirksamkeit (95-%-Konfidenzintervall) |
| -------------------------------------------- | ------------------------------------- |
| Zwischen 1. und 2. Dosis (gesamter Zeitraum) | 52,4 % (29,5–68,4 %)                  |
| Mindestens 10 Tage nach der 1., vor 2. Dosis | 86,7 % (68,6–95,4 %)                  |
| 2. Dosis bis 7 Tage nach der 2. Dosis        | 90,5 % (61,0–98,9 %)                  |
| Mindestens 7 Tage nach der 2. Dosis          |                                       |
| gesamt (alle Altersgruppen)                  | 95,0 % (90,0–97,9 %)                  |
| 16 bis 55 Jahre                              | 95,6 % (89,4–98,6 %)                  |
| ≥55 Jahre                                    | 93,7 % (80,6–98,8 %)                  |
| ≥65 Jahre                                    | 94,7 % (66,7–99,9 %)                  |

Am 1. April 2021 gaben Biontech und Pfizer Ergebnisse einer weiteren Datenanalyse der Zulassungsstudie bekannt. Von den 927 symptomatischen Covid-19-Fällen, die bis 13. März und bis zu sechs Monate nach der zweiten Dosis erfasst wurden, traten 850 in der Placebo- und 77 in der mit Tozinameran geimpften Gruppe auf. Die Wirksamkeit, bezogen auf Vermeidung von symptomatischen Covid-19 jedweden Schweregrads, lag damit bei 91,3 %. Alle 32 schweren Covid-19-Fälle (nach CDC-Richtlinien) traten in der Placebogruppe auf. Von 21 nach FDA-Richtlinien beobachteten schweren Covid-19-Fällen traten 20 in der Placebo-Gruppe auf.
Der Impfstoff gilt als gut verträglich und die unerwünschten Wirkungen beschränkten sich überwiegend auf Impfreaktionen wie Schmerzen an der Einstichstelle oder kurzzeitige Abgeschlagenheit. Schwere Nebenwirkungen traten in der Impfstoff-Gruppe nicht häufiger auf als in der Placebo-Gruppe. Die Anforderungen der U.S. Food and Drug Administration (FDA) für die Zulassung wurden damit erfüllt.

### Kritik an der Datenintegrität der Phase-3-Studie
Anfang November 2021 veröffentlichte das Fachjournal The BMJ, dass bei dem Unternehmen Ventavia Research Group mehrere Unregelmäßigkeiten dabei auftraten. Das von Pfizer beauftragte Ventavia hatte drei der 153 Studienstandorte der Phase-3-Zulassungsstudie betreut, etwa 1.000 von insgesamt 44.000 Teilnehmern. Die Regionaldirektorin des Unternehmens hatte im September 2020 zunächst ihre Vorgesetzten, Ende des Monats die US-amerikanische Arzneimittelbehörde Food and Drug Administration (FDA) über erhebliche Missstände informiert, die jedoch keine Überprüfung vor Ort durchführte. So seien unter anderem Qualitätsprobleme aufgetreten, die Verblindung wurde zum Teil aufgehoben, auch fehlten Mitarbeiter, um Probanden mit Covid-19-Symptomen zuverlässig auf eine Infektion zu testen. Die Whistleblowerin wurde umgehend entlassen, ihre Aussagen wurden später von ehemaligen Kollegen bestätigt. Auf BMJ Opinion benannte der BMJ-Mitherausgeber Peter Doshi bereits Anfang Januar 2021 detailliert eine Vielzahl an offenen Fragen zu den wissenschaftlichen Standards der Zulassungsstudie und forderte unter anderem die Offenlegung der Rohdaten.
Anders als in Deutschland und Frankreich, wo viele große Magazine und überregionale Zeitungen wie z. B. Der Spiegel, Focus, Die Welt, Le Figaro, Liberation, L’Express und viele andere Medien darüber detailliert berichteten, wurde über den Artikel von The BMJ in den amerikanischen Medien fast nichts berichtet. Eines der wenigen allgemeinen Portale, die berichteten, war z. B. das Internetportal des regionalen Fernsehsenders CBS 17. Dort sah man das Problem als gering an, weil das betroffene Subunternehmen nur einen geringen Teil der Probanden betreute. Dem schloss sich die EMA an, da das Gesamtergebnis von den möglichen Fehlern nicht beeinflusst wird: „Obwohl die Anschuldigungen schwerwiegend sind, ziehen sie die Sicherheit, Effektivität und Qualität des Impfstoffs selbst nicht in Zweifel.“

### Wirksamkeit

#### Anwendungsstudien
Laut einer veröffentlichten Studie nahm in Israel (Impfstart Dezember 2020) der Anteil der moderaten bis schweren Covid-19-Verläufe in der Altersgruppe der über 60-Jährigen ab der zweiten Januarwoche 2021 ab. Dies könne nur mit den Impfungen erklärt werden. Die Wirksamkeit von 95 % ab dem 28. Tag nach der ersten Dosis habe bestätigt und eine Wirksamkeit von 50 % zehn Tage nach der ersten Dosis gezeigt werden können.
Mitte Februar 2021 wurden die Ergebnisse einer vergleichenden Studie an rund 9100 impfberechtigten Mitarbeitern des größten israelischen Krankenhauses, die ab 19. Dezember 2020 geimpft wurden, veröffentlicht. Bis zum 24. Januar 2021 hatten 79 % der Mitarbeiter die erste Dosis und 66 % die zweite Dosis erhalten. Von 170 Mitarbeitern, die bis dahin infiziert wurden, waren 89 nicht geimpft, 78 hatten die erste und drei die zweite Dosis erhalten. Mit adjustierten Daten lag die berechnete Wirksamkeit bis 14 Tage nach der ersten Dosis bei 30 %, in den Tagen 15 bis 28 bei 75 %.
Am 20. Februar 2021 gab das israelische Gesundheitsministerium Daten zur beobachteten Wirksamkeit bekannt, wobei geimpfte Personen (mindestens 14 Tage nach der zweiten Dosis) und nicht geimpfte Personen miteinander verglichen wurden. Demnach liege die Wirksamkeit in Bezug auf die Vermeidung eines schweren Verlaufs bei 99,2 Prozent, die eines tödlichen Verlaufs bei 98,9 Prozent. Laut noch unveröffentlichten Daten einer Beobachtungsstudie des israelischen Gesundheitsministeriums und Pfizer soll die Wirksamkeit bezogen auf die Vermeidung einer (symptomatischen oder asymptomatischen) Covid-19-Infektion bei 89 Prozent liegen.
Eine Studie an Mitarbeitern des Gesundheitswesens in England zeigte eine Wirksamkeit gegen symptomatische und asymptomatische Infektionen von 70 % nach der ersten Dosis und 85 % eine Woche nach der zweiten Dosis. Eine prospektive Kohortenstudie aus Schottland von Anfang Dezember bis Ende Februar 2021 zeigte eine Risikoreduktion für eine Krankenhausbehandlung durch COVID-19 nach der ersten Impfdosis von 91 %.

#### Volle Wirksamkeit
Die volle Wirksamkeit wird den klinischen Studien gemäß 7 Tage nach der zweiten Impfung erreicht. Einzelne Länder nehmen die volle Wirksamkeit im Rahmen ihrer Einreiseverordnungen erst später an, so z. B. Deutschland erst nach 14 Tagen.

#### Wirksamkeit gegen Varianten
Laut Herstellerangaben neutralisierten die durch Impfung mit Tozinameran generierten Antikörper im Rahmen einer In-vitro-Studie die Schlüsselmutation N501Y der SARS-CoV-2-Variante Alpha und auch die SARS-CoV-2-Variante Beta. In einer weiteren In-vitro-Studie neutralisierten die Antikörper auch das Spektrum der Spike-Mutationen der britischen SARS-CoV-2-Variante.
In einer Studie wurde die Neutralisationsstärke von Rekonvaleszenz- gegenüber Pfizer-BTN162b2-Seren nach der Impfung gegen Pseudoviren überprüft, die Spike-Proteine aufweisen, die von Wildtyp-SARS-CoV-2 oder seinen UK-B.1.1.7- und SA-B.1.351-Varianten abgeleitet sind. Im Vergleich zu Rekonvaleszenzseren induziert die Impfung hohe Titer neutralisierender Antikörper, die eine wirksame Neutralisationskraft gegen Pseudoviren aufweisen, die Wildtyp-SARS-CoV-2 tragen. Während Wildtyp- und UK-N501Y-Pseudoviren ähnlich neutralisiert wurden, widersetzen sich diejenigen, die SA-N501Y / K417N / E484K-Spike-Mutationen aufweisen, der Neutralisation mäßig. Die Studie validiert die klinische Wirksamkeit des Pfizer-Impfstoffs, wirft jedoch Bedenken hinsichtlich seiner Wirksamkeit gegen bestimmte zirkulierende SARS-CoV-2-Varianten auf.
Anhand von Daten aus der Praxis ermittelten Forscher in England, dass die Wirksamkeit nach zwei Dosen gegenüber der Variante SARS-CoV-2-Variante Delta reduziert ist im Vergleich zur Variante Alpha. Laut UK Health Security Agency nimmt der Schutz vor Infektion bei zwei Dosen gegenüber der Variante B.1.1.529 (Omikron) stark ab, ein Schutz vor schweren Verläufen sei jedoch weiterhin gewährleistet. Nach einer dritten Dosis (Booster) kann für einen kurzen Zeitraum die ursprüngliche Wirksamkeit (vergleichbar mit der gegenüber dem Wildtyp des Virus) wiederhergestellt werden, fällt jedoch gegen jegliche Infektion nach spätestens 4 Monaten stark ab. Pfizer und BioNTech arbeiten an einem angepassten Wirkstoff für die Omikron-Variante BA.1. Ende Juni 2022 empfahl die FDA dem Impfstoffherstellern die Entwicklung eines auf die Varianten BA.4 und BA.5 angepassten Impfstoffs, so dass im Herbst ein bivalenter Impfstoff bereitgestellt werden könne.

#### Nachlassende Impfstoffwirksamkeit
Im Juli 2021 veröffentlichte die israelische Regierung Daten, die zeigen, dass die Wirksamkeit des Impfstoffs Tozinameran (BioNTech/Pfizer) nachlässt.
Eine im August 2021 als Preprint veröffentlichte Studie der Mayo Clinic bestätigte die israelischen Ergebnisse über den Rückgang der Effektivität des Impfstoffs Tozinameran (BioNTech/Pfizer), aber auch der des Impfstoffs mRNA-1273 (Moderna).
Über den gesamten Beobachtungszeitraum von Januar bis Juli 2021 hinweg betrachtet lag beim Biontech-Impfstoff die Wirksamkeit gegenüber Infektion bei 76 Prozent und gegenüber Krankenhauseinweisung (Hospitalisierung) bei 85 Prozent, während beim Moderna-Impfstoff die Wirksamkeit bei 86 Prozent bzw. 91,6 Prozent lag.
Betrachtet man dagegen den Juli 2021 allein, so ging die Wirksamkeit beider Impfstoffe zurück, besonders stark jedoch die von Tozinameran: Die Wirksamkeit des Biontech-Impfstoffs gegen eine Infektion lag nur noch bei 42 Prozent und gegen eine Hospitalisierung bei 75 Prozent, während die Wirksamkeit des Moderna-Impfstoffs auf 76 Prozent gegen eine Infektion bzw. 81 Prozent gegen eine Hospitalisierung zurückging. Die verglichenen Kohorten waren dabei u. a. bezüglich Alter, Geschlecht und Datum der Zweitimpfung angepasst.
In Großbritannien stellte man im August 2021 fest, dass die Wirkung der Impfung mit Tozinameran mit der Zeit schneller nachlässt als mit dem Impfstoff von AstraZeneca: sei die Effektivität gegen Infektionen anfangs noch um 15 Prozent(punkte) höher als bei der Zweitimpfung mit AZD1222, so sei nach vier bis fünf Monaten die Schutzwirkung bereits ziemlich gleich.
Nach einer im Oktober 2021 in der Fachzeitschrift New England Journal of Medicine veröffentlichten Studie aus über die Wirkung des Impfstoffs bei der Bevölkerung in Katar nimmt die Wirksamkeit der Impfung mit BNT162b2 gegenüber (asymptomatischer und symptomatischer) Infektion in den ersten fünf Monaten nach der Zweitimpfung rapide ab, während die Wirksamkeit gegenüber schwerem, kritischem bzw. tödlichem Verlauf über (mindestens) sechs Monate hinweg auf hohem Niveau bleibt; allerdings ist die Vergleichbarkeit mit anderen Ländern eingeschränkt, weil nur 9 Prozent der Bevölkerung dort 50 Jahre oder älter ist.
Nach der Ende Oktober 2021 als Preprint veröffentlichten schwedischen Kohortenstudie für den Zeitraum vom 12. Januar bis 4. Oktober 2021 nimmt die Impfeffektivität der untersuchten Impfstoffe (von BioNTech/Pfizer, Moderna und AstraZeneca) innerhalb weniger Monate stark ab, wobei die Abnahme gegenüber schweren Verläufen allerdings langsamer ist als gegen symptomatische Infektionen. Der Impfstoff Tozinameran von BioNTech/Pfizer zeigt nach dieser Studie folgende mittlere Impfeffektivitäten (engl. „vaccine effectiveness“ VE = 1 - Odds ratio) gegenüber der symptomatischen Infektion:
- 92 Prozent (92 bis 93 Prozent)[95] VE nach 15 bis 30 Tagen nach der Zweitimpfung, d. h. das Infektionsrisiko der Geimpften war in diesem Zeitraum nur das 0,08-fache vom Infektionsrisiko der Ungeimpften
- 47 Prozent (39 bis 55 Prozent) VE nach 121 bis 180 Tagen, d. h. das Risiko einer Infektion war für die Geimpften etwa halb so groß wie für die Ungeimpften.
- Nach mehr als 210 Tagen war eine Impfeffektivität statistisch nicht mehr sicher feststellbar: Bei einem Schätzwert von 23 Prozent reicht das Konfidenzintervall (zum 95%-Niveau) von −2 bis 41 Prozent.

### Impfintervall
Vom Hersteller wurde in der Zulassungsstudie zwischen der Erst- und Zweitimpfung (Impfintervall) ein Abstand von drei Wochen gewählt, was für Impfungen relativ kurz ist. Auf diesem Abstand basierten die anfängliche Empfehlungen. Aufgrund des Mangels an Impfstoffen hat man sich in vielen Ländern jedoch dazu entschieden, das Impfintervall zu verlängern, damit mehr Menschen zumindest die Erstimpfung erhalten können. Es stellte sich die Frage, ob damit die Impfstoffwirksamkeit verändert. Bei einer im Mai 2021 veröffentlichten Kohortenstudie bei Personen über 80 Jahren zeigte sich, dass die maximalen Antikörperspiegel bei einem Intervall von 11 bis 12 Wochen um den Faktor 3,5 höher waren. Ein ähnlicher Effekt wurde bei einer anderen Studie (PITCH-Studie) festgestellt. Auch hier war die T-Zell-Immunität beim längeren 10-Wochen-Intervall gegenüber dem 3-Wochen-Intervall verbessert. Das britische NHS empfiehlt seit Ende 2020 einen Impfabstand von 12 Wochen. Für vulnerable Gruppen wurde dieser Abstand aufgrund der Delta-Welle auf 8 Wochen reduziert.

### Rückgang der Antikörper nach der Zweitimpfung
Im Rahmen der im Mai 2021 veröffentlichten Kohortenstudie bei Personen über 80 Jahren wurde festgestellt, dass der Antikörperspiegel 10 bis 11 Wochen nach der 2. Impfung bereits wieder um den Faktor 2,6 zurückgegangen ist, wenn das Impfintervall drei Wochen beträgt. Wie schnell der Rückgang bei längerem Impfintervall ist, wurde nicht untersucht bzw. war bei Veröffentlichung noch nicht bekannt, denn das Hauptziel der Studie war der Vergleich der (maximalen) Antikörperspiegel bei kurzem und langem Intervall.
Nach den im Juli 2021 im Rahmen einer Quartalsmitteilung von Pfizer veröffentlichten Daten aus einer Kleinstudie des Herstellers sank der Titer für die neutralisierenden Antikörper gegen den Wildtyp in der Probandengruppe von 11 Personen im Alter von 18 bis 55 Jahren nach 8 Monaten im Vergleich zum Titer 7 Tage nach der Zweitimpfung um den Faktor 6 und in einer älteren Probandengruppe war der Rückgang noch stärker.
Nach einer Anfang Oktober 2021 im New England Journal of Medicine veröffentlichten Studie aus Israel nimmt die Menge der Antikörper innerhalb von 6 Monaten stark ab, besonders ausgeprägt ist die Abnahme dabei bei Männern, bei Personen ab 65 und bei Menschen mit Immunsuppression.

### Antikörperstudie des PEI
Das PEI veröffentlichte eine hauseigene Studie zum Vergleich der Antikörperbildung nach Anwendung verschiedener mRNA-Impfstoffe und nach COVID-19-Infektion.

### Anwendung in der Schwangerschaft
Mitte Februar 2021 wurde der Beginn einer Phase-2/3-Studie zur Sicherheit, Wirksamkeit und Verträglichkeit des Impfstoffs an schwangeren Frauen ab 18 Jahren bekanntgegeben. In die Studie sollen etwa 4000 Frauen in der 24. bis 34. Schwangerschaftswoche aufgenommen werden, die zu gleichen Anteilen den Impfstoff oder ein Placebo erhalten sollen.
Siehe auch Empfehlungen der Ständigen Impfkommission (STIKO),  der US-Behörde CDC und der UK Health Security Agency. Es gibt Hinweise darauf, dass die Impfung bei der Mutter die Bildung von Antikörpern gegen das Spike-Protein (anti-S IgG) induziert, die transplazentar weitergegeben werden und hierdurch das Kind schützen können (Nestschutz). Laut einer kleinen Studie schützt eine Impfung besser als eine durchgemachte Infektion mit SARS-CoV-2 das Neugeborene.

### Studien an Jugendlichen und Kindern
Für die erforderlichen Studien an Kindern veröffentlichte die EMA im Zusammenhang mit der Zulassungserteilung im Dezember 2020 auch die pädiatrischen Untersuchungspläne (englisch paediatric investigation plans, PIP). Dabei arbeitet die EMA eng mit der FDA zusammen, die dafür im Juni 2020 einen Kooperationsvertrag abgeschlossen haben. Die Pläne sehen ein beschleunigtes Verfahren vor, indem die Bearbeitungszeiten der Daten verkürzt werden.
Pfizer und BioNTech erwarten (Stand Februar 2021) den Start zusätzlicher Studien bei Kindern zwischen 5 und 11 Jahren in den nächsten Monaten und bei Kindern unter 5 Jahren zu einem späteren Zeitpunkt in diesem Jahr. Die Sicherheit und Wirksamkeit bei Personen zwischen 12 und 15 Jahren werden bereits in einer Phase-2/3-Studie untersucht. Laut erster, Ende März 2021 kommunizierter Ergebnisse traten in der Studie, in die 2260 Jugendliche im Alter von 12 bis 15 Jahren den Vereinigten Staaten eingeschlossen wurden, alle 18 beobachteten Covid-19-Fälle in der Placebo-Gruppe auf. BNT162b2 sei ferner gut verträglich; die Nebenwirkungen seien vergleichbar mit denen bei 16- bis 25-Jährigen. Auf dieser Grundlage beantragten Pfizer und Biontech am 9. April 2021 in den Vereinigten Staaten, die Zulassung auf Jugendliche zwischen 12 und 15 Jahren zu erweitern.
Ende April 2021 stellten sie bei der EU-Behörde EMA den Antrag, Tozinameran auch für Jugendliche zwischen 12 und 15 Jahren zuzulassen.
Ende März 2021 begann eine Studie mit Kindern zwischen dem 6. Lebensmonat und dem 11. Lebensjahr. Die Zulassungserweiterung für Comirnaty für diese Altersgruppe erfolgte für die EU am 20. Oktober 2022.
Am 20. Oktober 2021 veröffentlichte The New England Journal of Medicine eine Studie, die
Daten von 94.354 zweifach geimpften Jugendlichen im Alter von zwölf bis 18 Jahren verglichen hatten mit denen von ungeimpften Jugendlichen. Die Geimpften hatten ein 90 % geringeres Risiko einer COVID-Erkrankung und ein 93 % geringeres Risiko einer Erkrankung mit Symptomen. Die Daten wurden im Zeitraum 8. Juni bis 14. September 2021 erhoben.

### Wiederholungsimpfung (Auffrischungsimpfung, Booster)
BioNTech und Pfizer gaben am 25. Februar 2021 bekannt, dass sie mit der Bewertung der Sicherheit und Immunogenität einer dritten Dosis des Impfstoffs Tozinameran (Comirnaty, BNT162b2) begonnen haben, um die Wirkung eines Boosters auf die Immunität gegen COVID-19 – verursacht durch die zirkulierenden und potenziellen neu auftretenden SARS-CoV-2-Varianten – zu untersuchen. Die Studie stützt sich auf Teilnehmer aus der Phase-1-Studie in den USA, denen die Möglichkeit geboten wird, 6 bis 12 Monate nach Erhalt ihrer ersten Zwei-Dosis-Therapie einen 30-µg-Booster des aktuellen Impfstoffs zu erhalten. Die Studie ist Teil der klinischen Entwicklungsstrategie der Unternehmen, um die Wirksamkeit der dritten Dosis gegen sich entwickelnde Varianten zu ermitteln.
Am 21. Oktober 2021 gaben BioNTech und Pfizer Ergebnisse einer randomisierten Phase-3-Studie an über 10.000 Menschen bekannt. Die Median-Zeit zwischen zweiter Impfung und dritter Impfung (bzw. Placebo bei der Kontrollgruppe) betrug 11 Monate; das Median-Alter der Teilnehmer 53 Jahre.
In Israel wurde im August 2021 eine Gruppe von 1,1 Millionen voll geimpften Menschen über 60 statistisch ausgewertet, die vor mindestens 5 Monaten ihre zweite Tozinameran-Impfung erhalten hatten. Ein Teil dieser Menschen (booster group) hatte mindestens 12 Tage zuvor eine dritte Tozinameran-Impfung erhalten. Einige der 1,1 Millionen Menschen hatten sich trotz zweiter Impfung kürzlich mit COVID-19 infiziert. Für die dreifach geimpften Ü60er war das Infektionsrisiko 11,3 mal niedriger; das Risiko eines schweren Infektionsverlaufs war 19,5 mal niedriger.

## Zulassung

### Original (Tozinameran)
| Staat / Staatenverbund       | Zulassungsdatum | Quellen                         |
| ---------------------------- | --------------- | ------------------------------- |
| Vereinigtes Königreich       | 2. Dez. 2020    | [ 125 ]                         |
| Bahrain                      | 4. Dez. 2020    | [ 126 ] [ 127 ]                 |
| Kanada                       | 9. Dez. 2020    | [ 126 ] [ 127 ] [ 128 ]         |
| Saudi-Arabien                | 10. Dez. 2020   | [ 127 ] [ 129 ]                 |
| Vereinigte Staaten           | 23. Aug. 2021   | [ 130 ]                         |
| Israel                       | Dez. 2020       | [ 131 ]                         |
| Mexiko                       | 11. Dez. 2020   | [ 132 ] [ 133 ] [ 134 ]         |
| Kuwait                       | 13. Dez. 2020   | [ 135 ]                         |
| Jordanien                    | 14. Dez. 2020   | [ 136 ]                         |
| Singapur                     | 14. Dez. 2020   | [ 137 ]                         |
| Costa Rica                   | Dez. 2020       | [ 132 ] [ 133 ] [ 134 ]         |
| Chile                        | 17. Dez. 2020   | [ 132 ] [ 133 ] [ 138 ] [ 134 ] |
| Ecuador                      | 17. Dez. 2020   | [ 138 ]                         |
| Schweiz                      | 19. Dez. 2020   | [ 139 ] [ 140 ]                 |
| Panama                       | Dez. 2020       | [ 141 ] [ 142 ]                 |
| Oman                         | Dez. 2020       | [ 143 ]                         |
| Katar                        | Dez. 2020       | [ 143 ]                         |
| Libanon                      | Dez. 2020       | [ 143 ]                         |
| Europäische Union / EWR      | 21. Dez. 2020   | [ 144 ] [ 145 ]                 |
| Vereinigte Arabische Emirate | 22. Dez. 2020   | [ 146 ]                         |
| Argentinien                  | Jan. 2021       | [ 147 ]                         |
| Philippinen                  | 14. Jan. 2021   | [ 148 ]                         |
| Australien                   | 25. Jan. 2021   | [ 149 ]                         |
| Hongkong                     | 25. Jan. 2021   | [ 150 ]                         |
| Malaysia                     | Jan. 2021       | [ 151 ]                         |
| Neuseeland                   | 3. Feb. 2021    | [ 152 ]                         |
| Japan                        | 14. Feb. 2021   | [ 153 ]                         |
| Südkorea                     | 5. März 2021    | [ 154 ]                         |
| Malediven                    | 15. März 2021   | [ 155 ]                         |
| Südafrika                    | 17. März 2021   | [ 156 ]                         |
| Nigeria                      | 30. Apr. 2021   | [ 157 ]                         |
| Pakistan                     | 31. Mai 2021    | [ 158 ]                         |

### Zulassung außerhalb der EU
Erstmals erhielt Tozinameran am 2. Dezember 2020 eine Notfallzulassung für das Vereinigte Königreich von der britischen Gesundheitsbehörde MHRA. Es besteht keine Vermarktungserlaubnis (Marketing Authorisation) für den Impfstoff. Die Genehmigung wurde vorübergehend erteilt für die Anwendung zur aktiven Immunisierung zwecks Vorbeugung der durch SARS-CoV-2 verursachten COVID-19-Krankheit bei Personen ab 16 Jahren und ist mit einer Reihe von Auflagen verbunden. Das in Großbritannien für die Belieferung mit dem Impfstoff verantwortliche Unternehmen ist Pfizer. Am 8. Dezember 2020 erhielt die 90-jährige Britin Margaret Keenan an der Universitätsklinik Coventry als weltweit erste Person den Wirkstoff nach seiner Zulassung.
Am 9. Dezember erteilte die kanadische Behörde Health Canada Tozinameran (Handelsname: Pfizer-Biontech COVID-19 Vaccine) eine mit Auflagen verbundene, befristete Marktzulassung. Zulassungsinhaber ist BionTech und für Import und Distribution Pfizer zuständig.
Zwei Tage später, am 11. Dezember 2020, erteilte die US-Behörde Food and Drug Administration (FDA)dem Biontech-Impfstoff eine Notfallzulassung (Emergency use authorization, EUA) für die USA. Der Antrag war am 20. November 2020 gestellt worden. In einer am 10. Dezember 2020 einberufenen Sitzung hatte das Vaccines and Related Biological Products Advisory Committee (VRBPAC), der Beratende Ausschuss für Impfstoffe und verwandte Biologika der FDA, über das Nutzen-Risiko-Verhältnis beraten, also ob:
- aufgrund der Gesamtheit der verfügbaren wissenschaftlichen Erkenntnisse davon ausgegangen werden kann, dass der Impfstoff COVID-19 bei Personen ab 16 Jahren wirksam verhindern kann;
- die bekannten und potenziellen Vorteile des Impfstoffs die bekannten und potenziellen Risiken für die Anwendung bei Personen ab 16 Jahren überwiegen.

Hierfür war im Vorfeld ein Briefing Document erarbeitet worden, das alle bisherig verfügbaren Daten enthält. Ein weiterer Diskussionspunkt war die Frage, welche zusätzlichen Studien der Impfstoffhersteller nach Erteilung der Notfallzulassung durchführen sollte, um weitere Daten zur Sicherheit und Wirksamkeit dieses Impfstoffs zu sammeln. Offen sei beispielsweise die Wirksamkeit bei Kindern und Jugendlichen bis zum 15. Lebensjahr, die Vermeidung einer asymptomatischen Infektion sowie Langzeit-Nebenwirkungen. Das Gremium stimmte mit 17 zu 4 Stimmen bei einer Stimmenthaltung für die Notfallzulassung von BNT162b2. Am 29. Oktober 2021 erteilte die FDA dem Impfstoff auch eine Notfallzulassung für Kinder im Alter von fünf bis elf Jahren. Die Impfdosis entspricht mit 10 µg einem Drittel der Dosis für alle anderen Altersgruppen. Am 17. Juni 2022 erteilte die FDA dem Impfstoff eine Notfallzulassung für Kinder im Alter ab sechs Monaten.
Die weltweit erste Zulassung in einem „ordentlichen Verfahren“ erfolgte am 19. Dezember 2020 in der Schweiz. Ende Januar 2021 erfolgte eine Notfallgebrauchszulassung in Hongkong.

### Zulassung in der EU
Nachdem die Europäische Arzneimittel-Agentur (EMA) die Prüfung von Tozinameran Anfang Oktober 2020 mittels Rolling-Review-Verfahren begonnen hatte, stellten Biontech/Pfizer am 1. Dezember 2020 einen Zulassungsantrag in der EU. Die EMA kann in Einzelfällen eine bedingte Zulassung empfehlen, noch bevor die Daten der klinischen Prüfung vollständig vorliegen. In dem Fall verpflichtet sich das Pharmaunternehmen, von der Behörde festgelegte Bedingungen innerhalb eines bestimmten Zeitraumes zu erfüllen, beispielsweise vollständige Phase-III-Daten nachzuliefern. Die vor der Antragstellung eingeleitete „fortlaufende Überprüfung“ (rolling review) ist ein besonderes Verfahren, das der EMA in einem Notfall im Bereich der öffentlichen Gesundheit zur Verfügung steht, um Daten für ein vielversprechendes Arzneimittel zu bewerten, sobald sie auf einer fortlaufenden Basis verfügbar werden.
Der Ausschuss für Humanarzneimittel (CHMP) der EMA schloss am 21. Dezember 2020 seine wissenschaftliche Beurteilung mit einer Empfehlung des Impfstoffs ab. Die EU-Kommission erteilte binnen weniger Stunden noch am gleichen Tag die Marktzulassung – anstelle der normalerweise üblichen 67 Tage. Die Kommission begründete das Vorgehen einer vollständigen Zulassung mit Auflagen (bedingte Zulassung) anstelle einzelner nationaler Notfallzulassungen wie folgt:
„Um ein hohes Schutzniveau für die Bürgerinnen und Bürger während einer Massenimpfkampagne zu gewährleisten, haben alle EU-Staaten gemeinsam entschieden, den Weg zu einer europaweit gültigen bedingten Marktzulassung des Impfstoffes zu gehen. Demgegenüber würde eine Notfallzulassung die vorübergehende Anwendung eines nicht zugelassenen Impfstoffs in einem Land autorisieren, jedoch nicht seine tatsächliche Zulassung umfassen. Zwischen beiden Verfahren gibt es Unterschiede unter anderem hinsichtlich der zu prüfenden Daten, der Sicherheitsüberwachung während der Anwendung und der Haftung der Pharmaunternehmen.“
Eine bedingte Marktzulassung gilt für einen Zeitraum von einem Jahr. Sie wurde am 3. November 2021 erneuert und ging am 10. Oktober 2022 in die reguläre Zulassung ohne Bedingungen über.
Die Ständige Impfkommission in Deutschland übernahm für ihre Empfehlungen anfangs den der Zulassungsstudien entsprechenden Impfabstand von drei Wochen zwischen 1. und 2. Dosis. Am 1. April 2021 wurde die Empfehlung auf sechs Wochen angehoben. Hierdurch könne sowohl „eine sehr gute individuelle Schutzwirkung als auch ein größerer Effekt der Impfung auf Bevölkerungsebene“ erzielt werden.
Am 22. Dezember erteilte das Paul-Ehrlich-Institut (PEI), als erstes europäisches amtliches Arzneimittel-Kontrolllabor, eine EU-Chargenfreigabe für drei Chargen mit insgesamt 4,1 Millionen Dosen. Am gleichen Tag folgte die staatliche Chargenfreigabe für Deutschland, ebenfalls durch das PEI. Die erste reguläre Impfung in Deutschland erhielt am 26. Dezember 2020 die 101-jährige Edith Kwoizalla in einem Altenheim in Halberstadt.

## Nebenwirkungen

### Nebenwirkungen laut Zulassungsstudie
In der Phase-2/3-Zulassungsstudie (siehe oben) waren die häufigsten Nebenwirkungen bei den Probanden der Altersgruppe 18 bis 55 Jahre nach der zweiten Impfung:
| Symptom                           | Häufigkeit | Kontrollgruppe |
| --------------------------------- | ---------- | -------------- |
| Schmerzen an der Injektionsstelle | 77,8 %     | 11,7 %         |
| Müdigkeit                         | 59,4 %     | 22,8 %         |
| Kopfschmerzen                     | 51,7 %     | 24,1 %         |
| Muskelschmerzen                   | 37,3 %     | 8,2 %          |
| Schüttelfrost                     | 35,1 %     | 3,8 %          |
| Gelenkschmerzen                   | 21,9 %     | 5,2 %          |
| Fieber                            | 15,8 %     | 0,5 %          |

Schwerwiegende unerwünschte Ereignisse traten in der Impfgruppe mit einer geringen Häufigkeit auf (0,6 %), ähnlich der Placebo-Gruppe (0,5 %).
Häufigkeit und Schwere der oben genannten systemischen Nebenwirkungen, mit Ausnahme von Erbrechen und Durchfall, waren nach der zweiten Dosis höher als nach der ersten. Ferner waren Häufigkeit und Schweregrad systemischer Nebenwirkungen in den jüngeren Altersgruppen höher als in den älteren. Allergische Reaktionen unmittelbar nach der Impfung waren in beiden Gruppen, aber etwas häufiger in der Verumgruppe beobachtet worden (137 [0,63 %] gegenüber 111 [0,51 %] in der Kontrollgruppe).

### Nach Zulassung berichtete Nebenwirkungen
Am 8. Dezember 2020 begannen in Großbritannien Impfungen mit Tozinameran. Die MHRA wies und weist – wie bei Impfstoffen üblich – vorsorglich darauf hin, dass Menschen mit einer signifikanten Vorgeschichte allergischer Reaktionen sich nicht impfen lassen sollten.
Vereinzelt wurden weitere unerwünschte gesundheitliche Vorkommnisse beobachtet. Sie waren in der Verumgruppe ähnlich häufig wie allgemein in der Bevölkerung (Hintergrundrate). Deshalb wird vermutet, dass sie nur zeitgleich auftraten (Koinzidenz) und nicht durch die Impfung verursacht wurden.
Staatliche Kontrollbehörden vieler Länder sammeln Meldungen über gesundheitliche Vorkommnisse nach Impfungen und untersuchen, ob es einen Zusammenhang zwischen der Impfung und Vorkommnissen gegeben haben könnte.
Die europäische Arzneimittelagentur (EMA) arbeitet beim Monitoring der Sicherheit von COVID-19-Impfstoffen nach der Zulassung in den EU-Mitgliedstaaten (post approval safety monitoring) mit der Universität Utrecht zusammen. Die EMA veröffentlicht gemeldete Vorkommnisse fortlaufend aktualisiert in der EudraVigilance-Datenbank.
Um das Sicherheitsprofil von COVID-19-Impfstoffen auch nach der Zulassung zeitnah und auf noch breiterer Datenbasis zu erfassen, hat das Paul-Ehrlich-Institut (PEI) die Smartphone-App SafeVac 2.0 entwickelt. Damit können Geimpfte digital Auskunft darüber geben, wie sie die Impfung vertragen haben. Im Sinne des Arzneimittelgesetzes handelt es sich um eine Anwendungsbeobachtung, das Design entspricht einer prospektiven einarmigen nicht interventionellen Kohortenstudie.
Nach 5,379 Millionen Impfungen bis zum 26. Februar 2021 mit Tozinameran in Deutschland, darunter 3,385 Millionen Erstimpfungen, berichtete das PEI über 8368 Verdachtsfälle unerwünschter Reaktionen. Dies entspricht 1,6 Einzelfallmeldungen je 1000 Impfungen. 1705 (0,3 pro 1000) wurden als schwerwiegende Reaktionen klassifiziert, bei denen die betroffenen Personen entweder im Krankenhaus behandelt oder die Reaktionen als medizinisch bedeutsam beurteilt wurden. Die bisher gemeldeten Reaktionen seien „vor allem vorübergehende Lokalreaktionen und Allgemeinreaktionen, die auch in den klinischen Prüfungen vor der Zulassung berichtet wurden“. 263 Personen waren im Abstand zwischen einer Stunde und 34 Tagen nach der Impfung gestorben. Darunter waren geimpfte Patienten, die alle über einen noch nicht kompletten Impfschutz verfügten, und mit bzw. an COVID-19 verstarben. Weitere Verstorbene litten an multiplen Vorerkrankungen und waren an einer Verschlechterung ihrer Grunderkrankung gestorben. Bei allen anderen Patienten bestanden mehrere schwerwiegende Vorerkrankungen wie beispielsweise Karzinome, Niereninsuffizienz, Herzerkrankungen und arteriosklerotische Veränderungen, „die vermutlich todesursächlich waren“. Die beobachtete Anzahl an plötzlichen Todesfällen übersteige nach Impfung die erwartete Anzahl derartiger Todesfälle ohne Impfung bei älteren Menschen nicht. In einzelnen Fällen stünden noch weitere Informationen aus.
Die Ständige Impfkommission beim Robert Koch-Institut (STIKO) wies am 8. Januar 2021 auf „einzelne schwerwiegende, allergische Unverträglichkeitsreaktionen“ hin. „Nach der derzeitigen Datenlage [ist] ein generell erhöhtes Risiko für schwerwiegende unerwünschte Wirkungen für Personen mit vorbekannten allergischen Erkrankungen bei Impfung mit mRNA-Impfstoffen nicht anzunehmen, sofern keine Allergie gegen einen Inhaltsstoff der jeweiligen Impfstoffe (z. B. PEG) vorliegt“. Die Deutschen Allergiegesellschaften (AeDA, DGAKI, GPA) haben zu schweren allergischen Reaktionen ebenfalls Stellung genommen. Aufgrund des Verdachts, dass PEG der Auslöser sei, empfehlen sie, allergische Reaktionen auf Inhaltsstoffe, insbesondere PEG und kreuzreaktive PEG-Analoga (beispielsweise Polysorbate), systematisch abzufragen, um Risikopatienten zu identifizieren; in Verdachtsfällen solle eine allergologische Abklärung erfolgen. In rund einem von 100.000 Fällen wurden in Deutschland und den Vereinigten Staaten anaphylaktische Reaktionen beobachtet. In einer Einzelfallstudie, veröffentlicht im April 2021, wurde PEG als Auslöser einer allergischen Reaktion identifiziert.
Auch wird im Zusammenhang mit der mRNA-Impfung Durchfall und Erbrechen als mögliche Nebenwirkung in Erwägung gezogen.
Am 26. April 2021 wurde bekannt, dass Israel, das weltweit eine der höchsten Impfquoten aufweist, Herzmuskelentzündungen in Verbindung mit dem BioNTech/Pfizer-Impfstoff untersucht (zu Myocarditis/Pericarditis liegt seit 19. Juli 2021 ein Rote-Hand-Brief vor.). Dutzende von Fällen waren überwiegend bei jungen Männern hauptsächlich nach der zweiten Dosis erfasst worden. Die amerikanische Gesundheitsbehörde CDC sah daraufhin keinen Zusammenhang zwischen der Impfung und Herzmuskelentzündungen, gab aber Ende Mai 2021 an, solche Fälle ebenfalls zu prüfen. In einer sehr großen israelischen Studie auf den Abrechnungsdaten einer der vier großen israelischen Gesundheitsfonds wurden etwa 2,7 Fälle pro 100.000 Geimpfte erfasst; dieser Wert war nach einer SARS-CoV-2-Infektion allerdings höher (11,0 Fälle pro 100.000 erkrankte Personen).
Im August 2021 wurden vom Paul-Ehrlich-Institut Informationen bekannt gegeben über die bis Ende Juli beobachteten Nebenwirkungen bei Kindern und Jugendlichen von 12 bis 17 Jahren. Bei 1,3 Millionen in dieser Altersgruppe bis dahin verabreichten Impfdosen wurde in 24 Fällen eine Herzmuskelentzündung statistisch erfasst, davon 22 männliche und 2 weibliche Jugendliche. Bei 7 weiblichen Jugendlichen wurde über eine anaphylaktische Reaktion und in 6 weiteren Fällen über Krampfanfälle berichtet.
Im August 2023 veröffentlichte das PEI die Stellungnahme, dass die SafeVac 2.0-Studie keine chargenbezogene Häufung von Verdachtsfallmeldungen zu Impfnebenwirkungen nach COVID-19-Impfungen mit Comirnaty ergeben hat.
Im Dezember 2023 teilte das Paul-Ehrlich-Institut (PEI) mit, dass ein gefälschter Rote-Hand-Brief in Umlauf gebracht wurde, der vor angeblichen Haftungsrisiken für Ärztinnen und Ärzte wegen DNA-Verunreinigungen in mRNA-basierten COVID-19-Impfstoffen wie Tozinameran warnt. Laut PEI sind das Schreiben sowie dessen Inhalte falsch und es stellt keine behördlich geprüfte und autorisierte Information dar, sondern dient der Verunsicherung durch gezielte Desinformation. Vorgeblicher Herausgeber des Schreibens ist der „Medizinische Behandlungsverbund GmbH“.

## Kommerzielles
Die Herstellungskosten betragen schätzungsweise 1,18 US-Dollar pro Dosis.

### Lizenzfragen
Die Firma CureVac hat im Februar 2021 für den Impfstoff Comirnaty von Biontech Schutzrechte bzw. deren Verlängerung beantragt. In einem Zwischenbescheid vom 8. April 2021 erklärte das Deutsche Patent- und Markenamt jedoch: „Die Prüfung des Antrages auf Erteilung eines ergänzenden Schutzzertifikats … hat zur vorläufigen Beurteilung geführt, dass die Bedingungen für die Erteilung … nicht erfüllt sind, da das beantragte Erzeugnis „Comirnaty – COVID-19-mRNA Impfstoff (Nukleosidmodifiziert)“ nicht durch das in Kraft befindliche Grundpatent EP 1 857 122 B1 … geschützt wird.“ Der Antrag wurde zurückgezogen.

### Bestellungen
Die Europäische Union bestellte mit Vertrag vom 11. November 2020 insgesamt 200 Millionen Dosen, die im Falle einer Zulassung ab Ende 2020 bereitgestellt werden sollten. Damit verbunden war eine Option über weitere 100 Millionen Dosen. Die Option wurde Ende Dezember 2020 gezogen. Deutschland erklärte sich dabei bereit, 64 Millionen Dosen abzunehmen. Am 17. Februar 2021 wurde eine Bestellung über weitere 200 Millionen Dosen, verbunden mit einer Option über weitere 100 Millionen Dosen, bekanntgegeben. Damit sind insgesamt 500 Millionen Dosen bestellt, die bis Ende 2021 ausgeliefert werden sollen, weitere 100 Millionen optional. Diese Option wurde Mitte April 2021 gezogen, insgesamt sind nunmehr 600 Millionen Dosen zu liefern. Am 8. Mai 2021 gab die EU-Kommission bekannt, 900 Millionen weitere Dosen bestellt zu haben, die bis 2023 geliefert werden sollen. Darüber hinaus besteht eine Option auf weitere 900 Millionen Dosen. Vorgesehen sind Impfungen für Kinder, Auffrischungen für Erwachsene sowie etwaige Anpassungen an Virusvarianten. Der Kaufpreis soll bei unter 20 Euro je Dosis liegen. Im Anschluss an eine Förderzusage des deutschen Bundesforschungsministeriums war bereits im Herbst 2020 eine nationale Option über 30 Millionen Impfdosen vereinbart worden.
Die Vereinigten Staaten hatten zunächst 100 Millionen Dosen für 1,95 Mrd. US-Dollar bestellt (= 19,50 US-Dollar je Dosis.), verbunden mit der Möglichkeit, weitere 500 Millionen Dosen zu erwerben. Am 23. Dezember 2020 wurde eine zweite Vereinbarung über weitere 100 Millionen Dosen bekannt. Mitte Februar 2021 wurden weitere 100 Millionen Dosen bestellt.
Israel bestellte im November 2020 8 Millionen Dosen. Das Land habe dabei mit 28 US-Dollar je Dosis einen deutlich höheren Preis als die Vereinigten Staaten (19,50 US-Dollar) und die EU (15,50 Euro, später 19,50 Euro) bezahlt.
Am 28. April 2021 berichtete die New York Times von Verhandlungen zwischen EU-Kommissionspräsidentin Ursula von der Leyen und dem Pfizer-CEO Albert Bourla. Am 20. Mai 2021 machte die EU-Kommission den Kauf von 900 Millionen Dosen publik, lieferbar im Zeitraum Ende 2021 bis 2023. Der Vertrag enthält die Option, in diesem Zeitraum weitere 900 Millionen Dosen zu bestellen.
Die EU-Kommission hat (Stand 29. Juni 2022) den Kaufpreis nicht bekanntgegeben; Frau Von der Leyen antwortet dezidiert nicht auf Fragen, ob und was sie mit Pfizer-CEO Bourla verhandelt hat.
Laut einer Investigativrecherche der Financial Times hält Pfizer streng geheim, wie es Preise für seine Impfstoffe festlegt und welche Länder bei der Lieferung bevorzugt werden. Die Höhe der Zahlungen durch die EU werden auf 31 Milliarden Euro geschätzt.
Im Januar 2023 berichteten NDR, WDR und die Süddeutsche Zeitung, dass Deutschland im Dezember 2020 39 Millionen Impfdosen zu einem Preis von 15,50 EUR pro Dosis bestellt habe und neun Monate später weitere 168 Millionen Impfdosen zu einem Preis von durchschnittlich 23,20 EUR pro Dosis; das Unternehmen erklärte dazu aber: „Verlassen Sie sich nicht auf Informationen, die nicht nachgeprüft werden können (die Preisangaben können wir nicht nachvollziehen)“.

### Produktion
Der Impfstoff wird von Pfizer in drei Werken in den Vereinigten Staaten (vorrangig in Kalamazoo, daneben in Andover und St. Louis) sowie im belgischen Puurs produziert. Die Dosen für Europa werden an den beiden Biontech-Standorten in Deutschland (Mainz und Idar-Oberstein) sowie in Puurs produziert. Der Wirkstoff wird in Puurs gereinigt, stabilisiert und abgefüllt.
Weitere an der Produktion beteiligte Unternehmen sind Dermapharm, Siegfried, Polymun, Rentschler, und Baxter. Insgesamt unterstützen 30 Partnerfirmen die Produktion.
 Mit Begleitung des Bundesgesundheitsministeriums erwarb Biontech für den Ausbau der Herstellungskapazität im September 2020 das Novartis-Werk am Behring-Standort in Marburg, in dem seit März 2021 die Produktion aufgenommen wurde. Am 28. Januar 2021 erteilte das Regierungspräsidium Darmstadt die arzneimittelrechtliche Herstellungserlaubnis. Der erste Herstellungsschritt, die Produktion der mRNA, wurde Anfang Februar 2021 aufgenommen. Anschließend sollen Reinigung und Konzentration der mRNA erfolgen sowie Lipide gebildet werden. Damit erfolgen in Marburg drei der vier notwendigen Herstellungsschritte des Impfstoffs. Bevor erste Chargen des Wirkstoffs zur Abfüllung und Fertigstellung an einen anderen Standort verbracht werden können, musste eine Zulassung durch die EMA abgeschlossen werden. Diese erfolgte Ende März 2021. Damit konnten erste Chargen an andere Standorte zur Abfüllung verbracht werden. Mit der Auslieferung erster in Marburg hergestellter Impfstoffe rechnete Biontech zunächst für Anfang April 2021, später für die 2. Aprilhälfte. In dem Werk sollen im 1. Halbjahr 2021 bis zu 250 Millionen Dosen hergestellt werden, jährlich waren zunächst bis zu 750 Millionen Dosen geplant, inzwischen eine Milliarde. Der Standort soll vor allen Dingen den europäischen Markt bedienen. Die Kapazität des Werks ist bereits in die Planung der EU-Lieferungen für 2021 einbezogen.
Nach eigenen Angaben hat Biontech bereits während der klinischen Prüfung die Produktionskapazitäten zur Herstellung von mehr als einer Milliarde Dosen aufgestockt und bis Ende 2020 fünf europäische Hersteller beauftragt, die Produktion zu unterstützen. So ist Dermapharm mit der Formulierung, Abfüllung und Verpackung beauftragt. Seit Oktober 2020 erfolgt dies in Brehna (bei Leipzig) und seit Mai 2021 in Reinbek (bei Hamburg).
Das französische Pharmaunternehmen Sanofi gab am 26. Januar 2021 eine Vereinbarung mit Biontech und Pfizer bekannt, bis Ende des Jahres 2021 mehr als 125 Millionen Dosen des Impfstoffs herzustellen. Die in einem Werk in Frankfurt produzierten Impfdosen seien alle für die Europäische Union bestimmt. In dem Werk soll fertiger Impfstoff abgefüllt werden.
Biontech und Pfizer gehen laut eigenen Angaben von Ende März 2021 davon aus, die Produktionskapazität bis Ende 2021 auf bis zu 2,5 Milliarden Dosen erhöhen zu können. Laut Angaben von Biontech seien zur Produktion des Impfstoffs 50.000 Schritte erforderlich.

### Auslieferung
Bis 23. März 2021 waren weltweit insgesamt mehr als 200 Millionen Dosen in mehr als 65 Länder und Regionen ausgeliefert worden. Bis Ende 2021 sollen mehr als 1,4 Milliarden bestellte Dosen ausgeliefert werden.
2020 sollten weltweit bis zu 50 Millionen Impfstoff-Dosen bereitgestellt werden. Am Mitte Dezember 2020 wurden zunächst knapp 3 Millionen Dosen USA-weit verteilt. Drei Wochen später sollte die gleiche Zahl für die Zweitimpfung ausgeliefert werden. 12,5 Millionen Dosen sollten dabei an EU-Staaten ausgeliefert werden, davon 1,3 Millionen nach Deutschland. Die deutschen Bundesländer haben nach Angaben des Bundes am Ende Dezember 2020 insgesamt 1,34 Millionen Dosen direkt vom Hersteller erhalten.
Für 2021 wurde im November 2020 noch mit der Herstellung von bis zu 1,3 Milliarden Dosen gerechnet. Mitte Januar 2021 wurde dieser Wert auf 2,0 Milliarden Dosen angehoben, wobei die zwischenzeitlich genehmigte Entnahme von sechs statt fünf Dosen je Injektionsfläschchen hierin mit einbezogen wurde. Nach dieser Erhöhung kündigten die Hersteller an, zukünftig entsprechend weniger Injektionsfläschchen auszuliefern. Bis 10. Januar 2021 wurden 32,9 Millionen Dosen ausgeliefert.
Die zunächst insgesamt 300 Millionen Dosen für die EU sollen im Laufe des Jahres 2021 geliefert werden. Anfang Januar 2021 gab die EU die Beschaffung von weiteren 300 Millionen Dosen bekannt. Im zweiten Quartal 2021 sollen nach Angaben der EU-Kommission davon 57 Millionen Dosen geliefert werden. Am 1. Februar 2021 kündigte Biontech an, „im zweiten Quartal bis zu 75 Millionen Dosen mehr an die Europäische Union ausliefern“ zu wollen. Laut Medienberichten entspreche dies bis zu 14 Millionen zusätzlichen Impfdosen für Deutschland. Die Europäische Kommission kündigte Mitte März 2021 an, binnen zwei Wochen zusätzliche vier Millionen Dosen für besonders betroffene Regionen bereitzustellen. Kurz darauf wurde die Bereitstellung zusätzlicher zehn Millionen Dosen im 2. Quartal 2021, auf mehr als 200 Millionen Dosen, bekanntgemacht.
Die Auslieferung aller 200 Millionen Dosen für die Vereinigten Staaten soll bis 31. Juli 2021 abgeschlossen werden.
Ab 18. Januar 2021 kam es Umstellungen der Produktionsprozesse mit dem Ziel einer Kapazitätserhöhung im Werk Puurs, die laut Unternehmensangaben bis 1. Februar 2021 abgeschlossen waren.
Nach Österreich sollen laut Angaben von Ende Januar 2021 im 1. Quartal insgesamt 1,1 Millionen Dosen geliefert werden. Im Gesamtjahr 2021 sollen 11,1 Millionen Dosen geliefert werden.
Die Auslieferung nach Israel begann am 9. Dezember 2020 mit der Auslieferung der ersten rund 4000 Dosen. Der deutlich höhere Preis und die Bereitstellung von Impfdaten an den Hersteller wird als Grund dafür gesehen, dass Israel schnell vergleichsweise viel Impfstoff geliefert wurde. Die Bereitstellung des Impfstoffs erfolgt größtenteils aus den europäischen Werken.

#### Deutschland
Um den Jahreswechsel 2020/2021 rechnete das Bundesgesundheitsministerium mit fast 700.000 Dosen pro Woche im Januar 2021, nach konservativer Einschätzung zwischen 11 und 13 Millionen bis zum Ende des ersten Quartals. Für das 1. Quartal 2021 waren insgesamt 9 Millionen Dosen vorgesehen, weitere 25 Millionen im 2. Quartal, 40 Millionen im 3. Quartal sowie weitere 25 Millionen im 4. Quartal 2021. Zwischen 26. Dezember 2020 und 1. Februar 2021 sollten 3,98 Millionen Dosen geliefert werden.
Nachdem kritisiert wurde, dass in der Woche vom 4. bis zum 10. Januar 2021 keine Lieferung vorgesehen war, wurde die ursprünglich für den 11. Januar geplante Lieferung auf den 8. Januar vorgezogen. Seit der 3. Kalenderwoche sind 6 statt 5 Dosen je Vial unterstellt, die geplanten Liefermengen dadurch erhöht.
In den ersten 3 Quartalen 2021 wurden in Deutschland jeweils 12,4 Millionen, 50,3 Millionen und 41,5 Millionen Dosen geliefert. Im Jahr 2021 wurden bis zur 49. Kalenderwoche (also bis 12. Dezember 2021) insgesamt 127,6 Millionen Dosen durch den Hersteller und weitere 3 Millionen durch andere EU-Staaten an Deutschland geliefert. Von den Lieferungen im Oktober und November wurden gut 10 Millionen der 14,6 Millionen Dosen an die COVAX-Initiative gespendet. In der Kalenderwoche 50 sollten etwa 2,4 Millionen Dosen des Kinderimpfstoffs ausgeliefert werden.

#### Hausärzte und Apotheken in Deutschland
Mit Beginn der Impfungen bei Hausärzten, Anfang April 2021, wird ultratiefgekühlter Impfstoff direkt von Biontech an den Großhandel geliefert, wo er zwischengelagert, aufgetaut und bei 2 bis 8 Grad gekühlt an Apotheken ausgeliefert wird. Für die geplante erste Auslieferung an Apotheken gingen die ersten Bestellungen beim Großhandel am 30. März 2021 ein und übertrafen die verfügbare Menge um circa 60 Prozent. Die ersten Dosen sollten am 6. April 2021 an die Apotheken ausgeliefert werden. Großhändler erhalten Gebinde zu 975 Fläschchen, die von ihnen vereinzelt und an die Apotheken zunächst mit 2 und 15 Fläschchen geliefert werden. In der ersten Aprilhälfte soll in Hausarztpraxen ausschließlich Tozinameran verimpft werden, da nur von diesem Impfstoff ausreichend zur Verfügung steht, um alle Arztpraxen damit zu beliefern. In der zweiten Monatshälfte soll neben Tozinameran auch mit weiteren Impfstoffen geimpft werden.
Im April und Mai 2021 wurden insgesamt 26,3 Millionen Dosen an die Länder geliefert. Separat davon wurden bis Ende Mai Arztpraxen mit 10,8 Millionen Dosen beliefert.
War Mitte Mai noch geplant, im Juni an Hausärzte und Betriebsärzte pro Woche insgesamt rund 3,4 bis 3,7 Millionen Dosen zu liefern, wurde diese Menge für die ersten beiden Juni-Wochen auf 2,2 bzw. 3,3 Millionen Dosen reduziert.

### Verimpfung

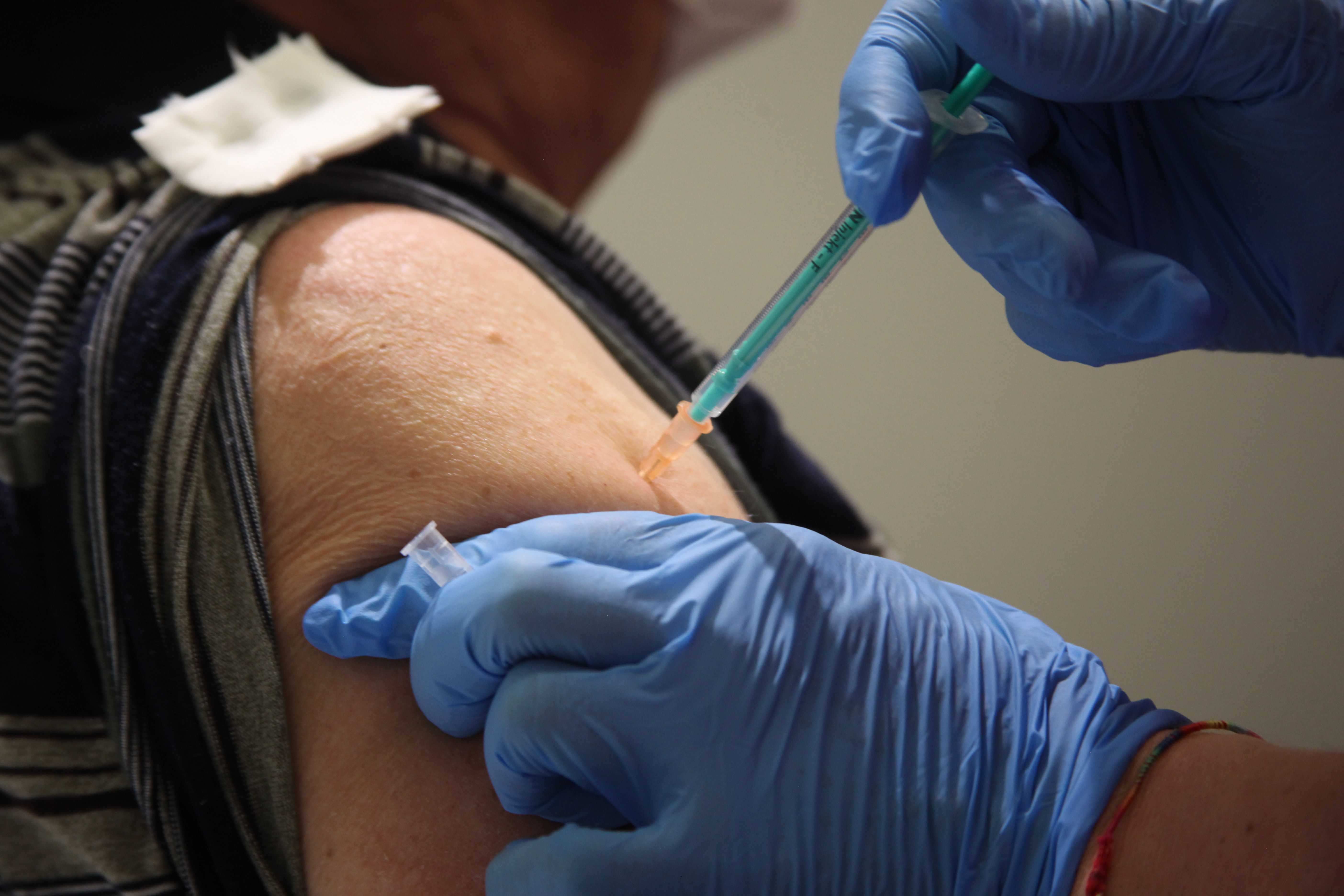
Impfung mit Tozinameran

In Deutschland wurden bis einschließlich 16. Januar 2022 insgesamt 116 Millionen Dosen Tozinameran verimpft. Der Bund geht davon aus, dass in der Regel sechs Dosen je Injektionsfläschchen entnommen werden, gelegentlich auch sieben.
Die Verteilung des Impfstoffes unterliegt der Priorisierung der COVID-19-Impfmaßnahmen.

## Omikron-angepasste Impfstoffe
Bivalente mRNA-Impfstoffe, angepasst an den Wildtypvarianten von SARS-CoV-2 und Omikron-Subvarianten der SARS-CoV-2-Variante Omikron gerichtet und sollen einen breiteren Schutz gegen verschiedene SARS-CoV-2-Mutationen bieten.
Bei Biontech sah man im Juni 2021 noch keinen Bedarf an eine Anpassung des Impfstoffs; aufgrund von neueren Erkenntnissen über die geringere Wirkung gegenüber der Delta-Variante begann man aber im Juli eine Anpassung des Impfstoffs an diese Variante und im August 2021 mit dessen klinischer Erprobung.
Klinische Studien zu einem an die Omikron-Variante angepassten Impfstoff begannen Ende Januar 2022, parallel dazu wurde laut Aussage des Herstellers mit der Produktion begonnen. Klinische Studien mit der bivalenten Original/BA.1-Vakzine zeigten, dass der Impfstoff eine wirksamere Immunreaktion gegen die Subvariante BA.1 auslöst als der monovalente Impfstoff. Gegen den ursprünglichen Stamm waren beide gleich wirksam.
Die Nachrichtenagentur Reuters berichtete im Juni 2022, dass Biontech und Pfizer zudem an einem Pan-Impfstoff forsche, der gegenüber einem breiteren Spektrum von Coronaviren und ihren Mutationen Schutz gewähren solle.
Im September 2022 wurden die bivalenten sowohl an den Wildtyp des Coronavirus SARS-CoV-2 als auch an bestimmte Omikron-Subvarianten angepassten COVID-19-Impfstoffe Comirnaty Original/Omicron BA.1 (Biontech/Pfizer), Spikevax bivalent Original/Omicron BA.1 (Moderna) und Comirnaty Original/Omicron BA.4-5 (Biontech/Pfizer) von der Europäischen-Kommission zur Verimpfung in der Europäischen Union (EU) und im Europäischen Wirtschaftsraum (EWR) zugelassen.

### Comirnaty Original/Omicron BA.1 (Tozinameran+Riltozinameran)
Am 1. September 2022 erteilte die Europäische Kommission dem bivalenten Impfstoff Comirnaty Original/Omicron BA.1 die Arzneimittelzulassung. Dieses Vakzin ist gegen den Wildtyp von SARS-CoV-2 und die Subvariante BA.1 der SARS-CoV-2-Variante Omikron gerichtet. Das Vakzin ist nur für die Auffrischungsimpfung von Personen ab 12 Jahren zugelassen, bei denen bereits eine vollständige Grundimmunisierung gegen COVID-19 erfolgt ist.
| Staat / Staatenverbund  | Zulassungsdatum | Quellen |
| ----------------------- | --------------- | ------- |
| Europäische Union / EWR | 1. Sep. 2022    | [ 269 ] |

### Comirnaty Original/Omicron BA.4-5 (Tozinameran+Famtozinameran)
Am 12. September 2022 erteilte die Europäische Kommission dem bivalenten Covid-19-Impfstoff Comirnaty Original/Omicron BA.4-5 die Arzneimittelzulassung.
Dieser bivalente Covid-19-Impfstoff ist sowohl gegen den Anfang 2020 in der chinesischen Stadt Wuhan als Auslöser der COVID-19-Erkrankung identifizierten Wildtyp des Coronavirus SARS-CoV-2 als auch gegen die aktuellen, weltweit das Infektionsgeschehen der COVID-19-Pandemie bestimmenden Omikron-Subvarianten BA.4 und BA.5 gerichtet. Das Vakzin ist eine an diese Omikron-Subvarianten angepasste Version des ursprünglichen monovalenten COVID-19-Impfstoffs Comirnaty. Es enthält neben der Boten-RNA (mRNA) zum Exprimieren von Spike-Proteinen des Wildtyps von SARS-CoV-2 in den Muskelzellen der Geimpften als weitere Komponente eine modifizierte mRNA zum Exprimieren von Spike-Proteinen der Omikron-Subvarianten BA.4 und BA.5. Das Vakzin ist für die Grundimmunisierung und Auffrischungsimpfung von Personen ab 12 Jahren zugelassen.
| Staat / Staatenverbund  | Zulassungsdatum | Quellen |
| ----------------------- | --------------- | ------- |
| Vereinigte Staaten      | 31. Aug. 2022   | [ 273 ] |
| Europäische Union / EWR | 12. Sep. 2022   | [ 274 ] |

### Comirnaty Omikron XBB.1.5 (Raxtozinameran)
Nach Zulassung am 31. August 2023 ist seit dem 18. September 2023 der an die im Jahr 2023 dominierenden Varianten angepasste Impfstoff in den deutschen impfenden Arztpraxen und Apotheken für Grundimmunisierung oder Auffrischimpfungen verfügbar.
Der Impfstoff ist monovalent, es werden die Antigene des Spike-Proteins der Omikron-Sublinie XBB.1.5 kodiert.
| Staat / Staatenverbund  | Zulassungsdatum | Quellen |
| ----------------------- | --------------- | ------- |
| Europäische Union / EWR | 31. Aug. 2023   | [ 277 ] |
| Vereinigtes Königreich  | 5. Sep. 2023    | [ 278 ] |
| Schweiz                 | 22. Sep. 2023   | [ 279 ] |
| Kanada                  | 28. Sep. 2023   | [ 280 ] |
| Australien              | 14. Okt. 2023   | [ 281 ] |

### Comirnaty JN.1 (Bretovameran) und Comirnaty KP.2
Nach Zulassung in der EU am 3. Juli 2024 ist der Impfstoff ab der letzten Juliwoche 2024 in den Impfstellen in Österreich verfügbar. In Deutschland ist die Auslieferung an impfende Arztpraxen ab dem 12. August 2024 geplant. Im Vereinigten Königreich Großbritannien und Nordirland erfolgte die Zulassung am 24. Juli 2024.
In den USA wurde am 22. August 2024 ein Impfstoff zugelassen, der die Variante KP.2 kodiert.
Die Zulassung von Comirnaty KP.2 in der EU erfolgte am 26. September 2024, so dass es für die Saison 2024/2025 zwei Versionen von Comirnaty gibt. Die Verfügbarkeit wird von der Nachfrage der einzelnen Länderregierungen abhängen und gemäß den nationalen Empfehlungen variieren. In der Bundesrepublik Deutschland ist die Auslieferung ab dem 11. November 2024 geplant.

### Comirnaty LP.8.1
Die Auslieferung an impfende Apotheken und Ärzte in Deutschland ist ab dem 15. September 2025 geplant.